# Бланкенбург (Тирингија)
Бланкенбург (њем. Blankenburg) општина је у њемачкој савезној држави Тирингија. Једно је од 47 општинских средишта округа Унструт-Хајних. Према процјени из 2010. у општини је живјело 134 становника. Посједује регионалну шифру (AGS) 16064007.

## Географски и демографски подаци
Бланкенбург се налази у савезној држави Тирингија у округу Унструт-Хајних. Општина се налази на надморској висини од 272 метра. Површина општине износи 7,1 km².

## Становништво
У самом мјесту је, према процјени из 2010. године, живјело 134 становника. Просјечна густина становништва износи 19 становника/km².